# HD 8810
HD 8810，又名CP-65 130，SAO 248381、HR 420，是一颗恒星，视星等为5.93，位于銀經296.98，銀緯-52.37，其B1900.0坐标为赤經1h 21m 37.8s，赤緯-64° -52.37′ 22″。